# Franco Gallo (Eishockeyspieler)
Franco Gallo (* 11. Oktober 1944 in Sesto San Giovanni; † 9. Dezember 2016 in Meran) war ein italienischer Eishockeyspieler, der mit dem HC Bozen 1973 Italienischer Meister wurde und mehrfach an Weltmeisterschaften teilnahm. Sein Sohn Massimiliano Gallo war ebenfalls  Eishockeyprofi.

## Karriere
Franco Gallo stammte aus der Lombardei, wanderte aber als Kind mit seiner Familie nach Kanada aus, wo er mit dem Eishockeysport begann. Im Alter von 22 Jahren kehrte er nach Italien zurück und schloss sich dem Diavoli HC Milano an, für den er in der Serie A1 spielte. Mit den Mailändern gewann er 1968 den italienischen Vizemeistertitel. 1972 wechselte er zum HC Bozen, mit dem er 1973 Italienischer Meister wurde. Er selbst trug mit 21 Toren in 22 Spielen maßgeblich zum ersten Titelgewinn der Bozener nach zehn Jahren bei. In den folgenden drei Jahren wurde er mit dem Team aus Südtirol dreimal Vizemeister. Nach Stationen beim HC Alleghe und Asiago Hockey ließ er seine Karriere 1979/80 beim HC Meran ausklingen. In der Saison 1987/88 kehrte er für den HC Cavalese noch einmal in die höchste italienische Spielklasse zurück.

### International
Für Italien nahm Gallo 1969, 1971 und 1973 an den B-Weltmeisterschaften sowie 1970 und 1972 an den C-Weltmeisterschaften teil.

## Erfolge und Auszeichnungen
- 1970 Aufstieg in die B-Gruppe bei der Weltmeisterschaft 1970
- 1972 Aufstieg in die B-Gruppe bei der Weltmeisterschaft 1972
- 1973 Italienischer Meister mit dem HC Bozen